# قائمة شركات الطيران الجزائرية
هذه قائمة شركات الطيران الحالية من الجزائر.
| شركة طيران              | صورة  | اتحاد النقل الجوي الدولي | منظمة الطيران المدني الدولي | علامة إتصال   | بدأت العمليات | ملحوظات |
| ----------------------- | ----- | ------------------------ | --------------------------- | ------------- | ------------- | ------- |
| الخطوط الجوية الجزائرية |       | AH                       | DAH                         | AIR ALGERIE   | 1962          |         |
| طيران اكسبريس الجزائر   |       |                          | AEA                         | Air Express   | 2002          |         |
| ستار للطيران            | [ 3 ] |                          | DST                         | STAR AVIATION | 2001          |         |
| طيران الطاسيلي          |       | SF                       | DTH                         | TASSILI AIR   | 1997          |         |